# Microcos
Microcos is een geslacht uit de kaasjeskruidfamilie (Malvaceae). De soorten uit het geslacht komen voor in Afrika, Afghanistan, het Indisch subcontinent, Zuidoost-Azië, China, Nieuw-Guinea en Fiji.

## Soorten
- Microcos africana (Hook.f.) Burret
- Microcos antidesmifolia (King) Burret
- Microcos argentata Burret
- Microcos barombiensis (K.Schum.) Cheek
- Microcos bifida Burret
- Microcos borneensis Burret
- Microcos branderhorstii Burret
- Microcos brassii Summerh.
- Microcos calophylla Burret
- Microcos calymmatosepala (K.Schum.) Burret
- Microcos ceramensis Burret
- Microcos cerasifera Chiov.
- Microcos chrysothyrsa Burret
- Microcos chungii (Merr.) Chun
- Microcos cinnamomifolia Burret
- Microcos conocarpa Burret
- Microcos conocarpoides (Burret) Burret
- Microcos coriacea Burret
- Microcos crassifolia Burret
- Microcos dulitensis Airy Shaw
- Microcos erythrocarpa (Ridl.) Airy Shaw
- Microcos fibrocarpa (Mast.) Burret
- Microcos floribunda (Mast.) Burret
- Microcos florida (Miq.) Burret
- Microcos globulifera (Mast.) Burret
- Microcos gossweileri Burret
- Microcos gracilis Stapf ex Ridl.
- Microcos grandiflora Burret
- Microcos grandifolia (Pulle) Burret
- Microcos havilandii Ridl.
- Microcos henrici (Baker f.) Burret
- Microcos heterotricha (Mast.) Burret
- Microcos hirsuta (Korth.) Burret
- Microcos impressinervia Merr.
- Microcos inflexa Merr.) Burret
- Microcos kinabaluensis R.C.K.Chung
- Microcos lanceolata (Miq.) Burret
- Microcos latifolia Burret
- Microcos latistipulata (Ridl.) Burret
- Microcos laurifolia (Hook.f. ex Mast.) Burret
- Microcos ledermannii Burret
- Microcos loerzingii Burret
- Microcos magnifica Cheek
- Microcos malacocarpa (Mast.) Burret
- Microcos malayana R.C.K.Chung
- Microcos membranifolia R.C.K.Chung
- Microcos microthyrsa (K.Schum. ex Burret) Burret
- Microcos mildbraedii (Burret) Burret
- Microcos oligoneura (Sprague) Burret
- Microcos opaca (Korth.) Burret
- Microcos ossea Burret
- Microcos pachyphylla Merr.
- Microcos paniculata L.
- Microcos paucicostata Burret
- Microcos pearsonii (Merr.) Burret
- Microcos peekelii Burret
- Microcos pentandra Burret
- Microcos phaneroneura Burret
- Microcos philippinensis (G.Perkins) Burret
- Microcos pinnatifida (Mast.) Burret
- Microcos psilonema Burret
- Microcos reticulata Ridl.
- Microcos riparia (Boerl. & Koord.-Schum.) Burret
- Microcos saccinervia Burret
- Microcos schlechteri Burret
- Microcos seretii (De Wild.) Burret
- Microcos sinuata (Wall. ex Mast.) Burret
- Microcos stauntoniana G.Don
- Microcos stylocarpoides Burret
- Microcos subcordifolia R.C.K.Chung
- Microcos subepetala Stapf ex Ridl.
- Microcos sumatrana (Baker f.) Burret
- Microcos tetrasperma Merr. & L.M.Perry
- Microcos tomentosa Sm.
- Microcos triflora (Blanco) R.C.K.Chung
- Microcos ugandensis (Sprague) Burret
- Microcos urbaniana (Lauterb.) Burret
- Microcos vitiensis A.C.Sm.

... · 
Abelmoschus · 
Abroma · 
Abutilon · 
Acaulimalva · 
Acropogon · 
Akrosida · 
Allosidastrum · 
Allowissadula · 
Apeiba · 
Ayenia · 
Bakeridesia · 
Adansonia (Baobab) · 
Alcea · 
Althaea (Heemst) · 
Anisodontea · 
Anoda · 
Argyrodendron · 
Bastardia · 
Berrya · 
Bombax · 
Brachychiton · 
Brownlowia · 
Burretiodendron · 
Byttneria · 
Callirhoe · 
Carpodiptera · 
Cavanillesia · 
Ceiba · 
Chiranthodendron · 
(Chorisia) · 
Cola · 
Colona · 
Commersonia · 
Corchorus · 
Craigia · 
Cristaria · 
Cullenia · 
Diplodiscus · 
Dombeya · 
Duboscia · 
Durio · 
Entelea · 
Eremalche · 
Eriolaena · 
Eriotheca · 
Firmiana · 
Franciscodendron · 
Fremontodendron · 
Fuertesimalva · 
Glyphaea · 
Gossypium (Katoenplant) · 
Grewia · 
Guichenotia · 
Gynatrix · 
Gyranthera · 
Hampea · 
Hannafordia · 
Helicteres · 
Heliocarpus · 
Herissantia · 
Heritiera · 
Hermannia · 
Hibiscadelphus · 
Hibiscus · 
Hildegardia · 
Hoheria · 
Horsfordia · 
Howittia · 
Huberodendron · 
Iliamna · 
Keraudrenia · 
Kleinhovia · 
Kokia · 
Kosteletzkya · 
Kostermansia · 
Kydia · 
Lagunaria · 
Lasiopetalum · 
Lavatera · 
Lawrencia · 
Lebronnecia · 
Luehea · 
Lysiosepalum · 
Macrostelia · 
Malacothamnus · 
Malope · 
Malva (Kaasjeskruid) · 
Malvaviscus · 
Malvella · 
Matisia · 
Megistostegium · 
Melhania · 
Melochia · 
Microcos · 
Nayariophyton · 
Nesogordonia · 
Ochroma · 
Pachira · 
Palaua · 
Pavonia · 
Pentace · 
Pentaplaris · 
Phragmotheca · 
Phymosia · 
Pseudobombax · 
Pterospermum · 
Pterygota · 
Quararibea · 
Radyera · 
Reevesia · 
Rhodognaphalon · 
Robinsonella · 
Rulingia · 
Scaphium · 
Scaphopetalum · 
Schoutenia · 
Scleronema · 
Senra · 
Sida · 
Sidalcea · 
Sparrmannia · 
Sphaeralcea · 
Sterculia · 
Symphyochlamys · 
Talipariti · 
Theobroma · 
Thespesia · 
Thomasia · 
Tilia (Linde) · 
Triplochiton · 
Triumfetta · 
Trochetia · 
Trochetiopsis · 
Urena · 
Waltheria · 
Wercklea · 
Wissadula · 
...